# Нікітін Олексій Петрович
Олексій Петрович Нікітін — солдат Збройних Сил України, учасник російсько-української війни, що загинув у ході російського вторгнення в Україну в 2022 році.

## Життєпис
Олексій Нікітін народився 16 червня 1978 року в селі Бурлин Бурлинського району Уральської області Російської РФСР. Був зареєстрований та проживав у селі Ятранівка Ладижинської сільської територіальної громади Уманського району Черкаської області. З початком повномасштабного російського вторгнення в Україну був призваний за мобілізацією 25 лютого 2022 року. Військову службу проходив у складі 30-тої окремої механізованої бригади ім. князя Костянтина Острозького на посаді оператора взводу зв'язку.
Загинув у результаті артилерійського обстрілу позицій на Донеччині 21 березня 2022 року. Поховання відбулося 26 березня 2022 року на території Ладижинської сільської ради Вінницької області.

## Родина
Вдома у військового залишилася дружина та троє дітей.

## Нагороди
- орден За мужність III ступеня (2022, посмертно) — за особисту мужність і самовіддані дії, виявлені у захисті державного суверенітету та територіальної цілісності України, вірність військовій присязі [5].